# Plaques de matrícula del Canadà
Les plaques de matrícula dels vehicles del Canadà són emeses per les corresponents agències governamentals provincials o territorials. Algunes matrícules mostren dissenys diferents o incorporen eslògans únics relacionats amb la jurisdicció emissora. El govern federal també emet matrícules per a vehicles federals com són els de les Forces Armades Canadenques.

## Disseny
A totes les províncies i al territori del Yukon, les combinacions de matrícules són sèries alfanumèriques i normalment s'assignen en ordre ascendent (ex: ABC 123). Les lletres I, O, Q i U generalment no s'utilitzen per evitar confusions amb l'1, 0 i V; a més, la Colúmbia Britànica no utilitza les lletres Y i Z. Només als Territoris del Nord-oest i Nunavut utilitzen exclusivament sèries numèriques (ex: 123456), les quals també s'assignen en ordre ascendent.
Les plaques de totes les jurisdiccions, excepte la de Nunavut i la nova placa d'Ontario, la sèrie combinatòria està gravada en relleu sobre una placa metàl·lica.

## Mides
El 1956, el Canadà i els Estats Units d'Amèrica van arribar a un acord amb l'Associació Americana d'Administradors de Vehicles de Motor, l'Associació de Fabricants d'Automòbils i el Consell Nacional de Seguretat en que es concretava una mida única de les plaques de vehicles de passatgers a 150 mm per 300 mm (6 per 12 polzades), amb forats per poder-les muntar espaiats 180 mm (7 polzades), tot i que les dimensions o poden variar lleugerament segons la jurisdicció. O fins i tot pot variar la forma com és el cas de les plaques dels Territoris del Nord-oest que tenen forma d'os polar.

## Adhesiu de validació

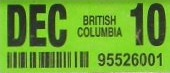
Adhesiu de validació de 2010 de la Colúmbia Britànica.

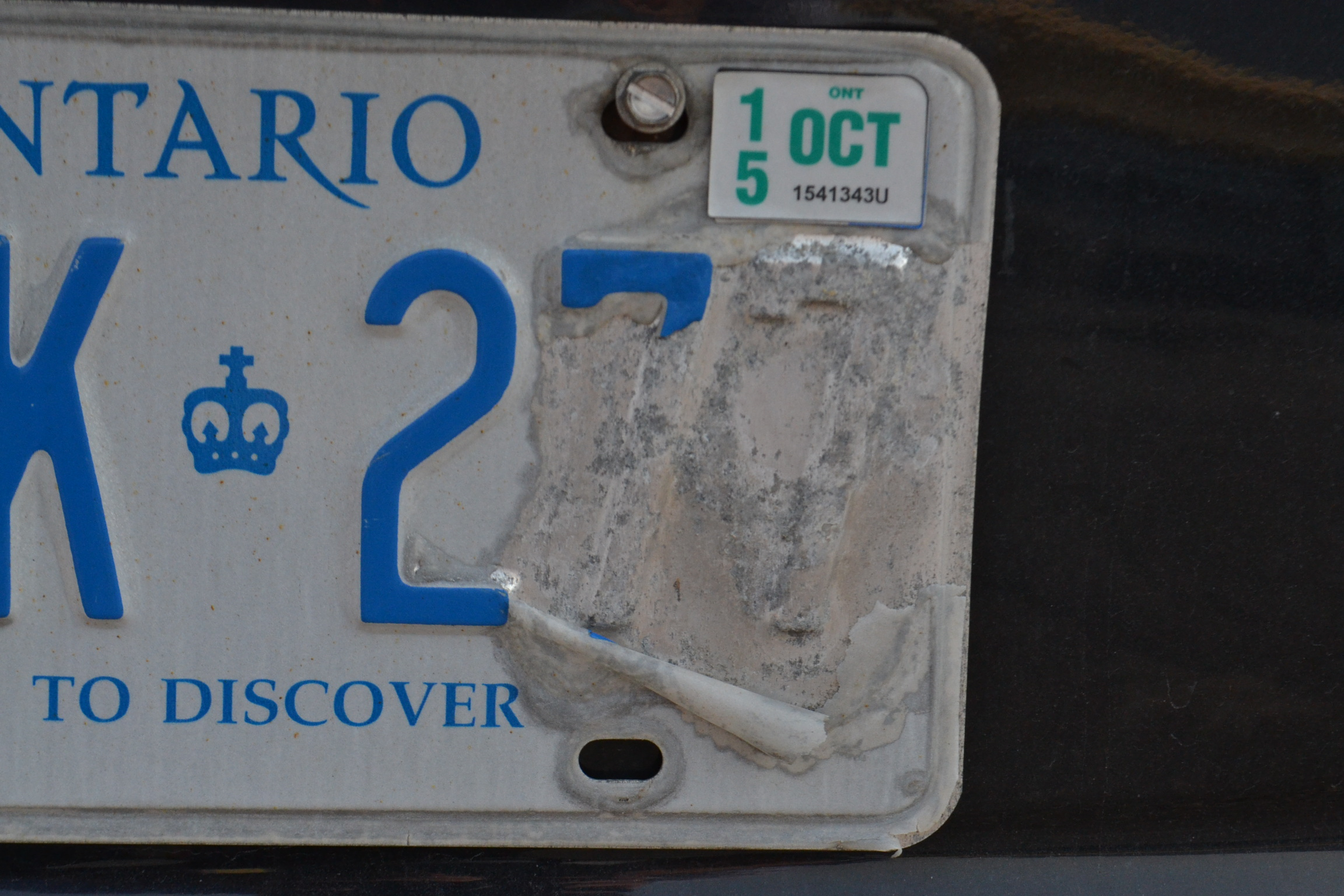
Matrícula d'Ontario espatllada però amb l'adhesiu de validació intacte.

Històricament, les plaques s'havien de substituir cada any, tot i que avui en dia la pràctica més habitual és que l'agència corresponent envia, cada any o dos, nous adhesius de validació als propietaris dels vehicles per indicar que el registre del vehicle encara és vàlid.
Les plaques sense o amb l'adhesiu de validació no actualitzat criden ràpidament l'atenció de les forces de l'ordre, perquè la "renovació" de la matricula és una transacció que normalment només la pot dur a terme el propietari del vehicle, un cop s'han complert determinats requisits, i perquè les taxes de matriculació són una font de ingressos del govern. Un adhesiu de matrícula fals sovint és un indicador que el vehicle pot ser robat, que el propietari del vehicle ha incomplert la llei aplicable en matèria d'inspecció d'emissions o assegurances, o que el propietari del vehicle té multes de trànsit o d'aparcament no pagats.
L'adhesiu se sol col·locar en una cantonada de la placa, mentre que el mes de l'any en què la placa venç s'imprimeix en la cantonada oposada. Algunes jurisdiccions combinen l'any i el mes en un sol adhesiu. En altres, la validació de la placa és un adhesiu que es mostra des de l'interior del parabrisa. El color dels adhesius de les plaques i dels adhesius del parabrisa sovint canvia anualment per permetre una detecció més fàcil per part de la policia. El Quebec ja no emet adhesius de plaques des del 1992. Saskatchewan va deixar d'emetre els adhesius l'1 de novembre de 2012, com a mesura d'estalvi de costos. La Colúmbia Britànica tampoc ja no emet adhesius d'assegurança i permet als propietaris treure els adhesiu vençuts de les seves matrícules a partir de l'1 de maig de 2022.

## Requisits de muntatge

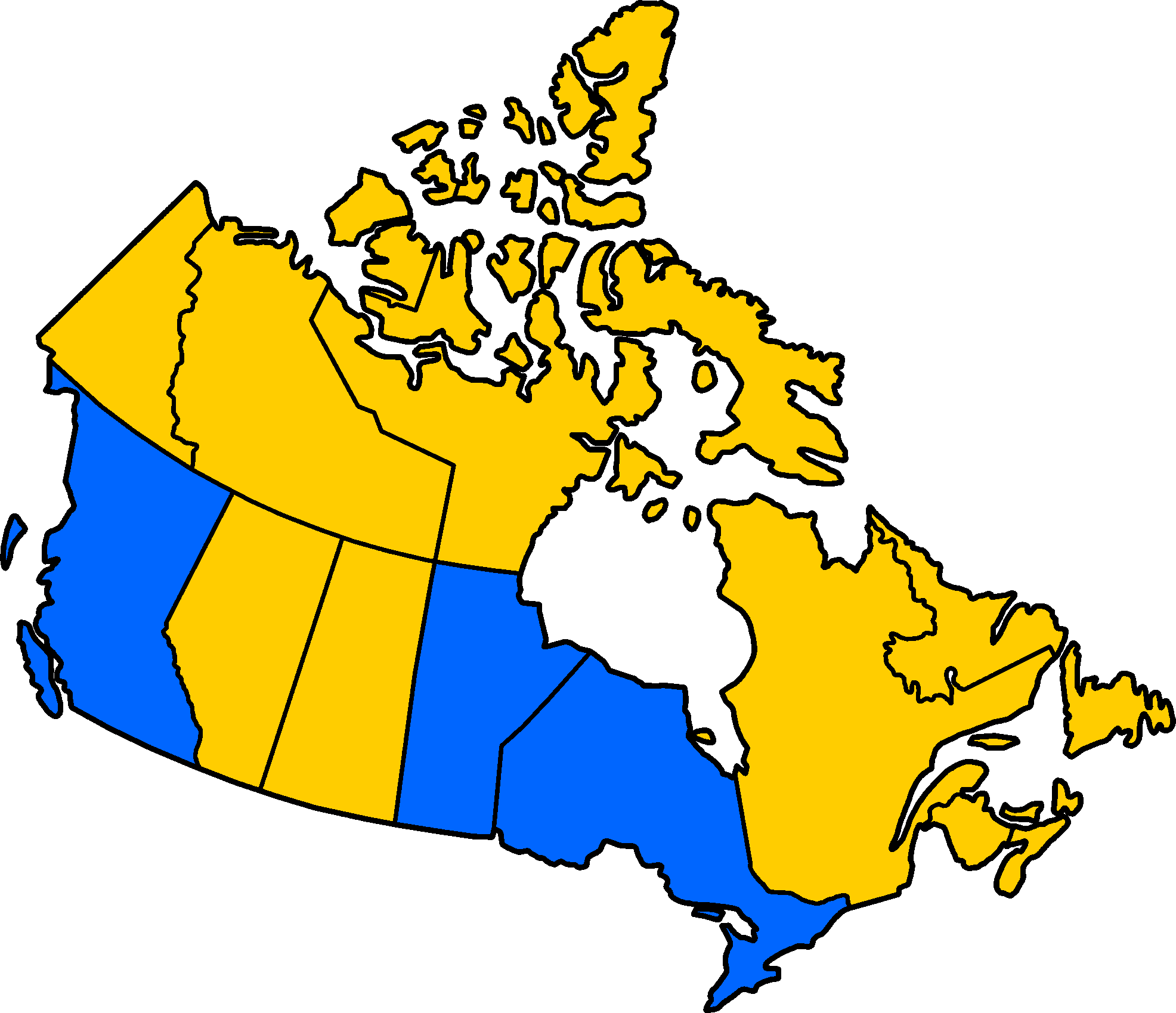
Requisits actuals de muntatge de matrícules:
Obligatorietat de plaques davant i darrera
Obligatorietat només de plaques posteriors

Per a la matriculació de vehicles de passatgers, les diferents agències provincials o territorials exigeixen que els vehicles mostrin una o dues matrícules (per exemple, només a la part posterior del vehicle o a la part davantera i posterior).
| Muntatge                 | Estats i territoris |
| ------------------------ | --- |
| Plaques davant i darrera | Colúmbia Britànica, Manitoba, Ontario. |
| Plaques només darrera    | Alberta, Illa del Príncep Eduard, Nova Brunswick, Nova Escòcia, Nunavut, Quebec, Saskatchewan, Terranova i Labrador, Territoris del Nord-oest, Yukon. |

## Models actualment en ús
Les plaques de matrícula que es mostren a continuació només són les corresponents als vehicles de passatgers. Per a veure els diferents models utilitzats per cada província i territori cal consultar l'article principal de cadascuna d'elles.
| Imatge matrícula                                          | Juristicció que l'emet   | Data d'inici del model actual | Lema                                                                      | Combinació utilitzada |
| --------------------------------------------------------- | ------------------------ | ----------------------------- | ------------------------------------------------------------------------- | --------------------- |
| Matrícula d'Alberta                                       | Alberta                  | 2021                          | "Wild Rose Country" centrat a baix.                                       | ABC-1234              |
| Matrícula de la Colúmbia Britànica                        | Colúmbia Britànica       | Agost 2014                    | "Beautiful British Columbia"                                              | AB1 23C               |
| Matrícula de l'Illa del Príncep Eduard                    | Illa del Príncep Eduard  | 2022                          | Sense lema. El nom de la província tant pot ser en anglès com en francès. | 123 ABC               |
| Matrícula de Manitoba                                     | Manitoba                 | Finals 2012                   | "Friendly Manitoba" o "Bienvenue"                                         | ABC 123               |
| Matrícula de Nova Brunswick                               | Nova Brunswick           | 2011                          | Sense lema                                                                | ABC 123               |
| Matrícula de Nova Escòcia                                 | Nova Escòcia             | 2011                          | "CANADA'S OCEAN PLAYGROUND"                                               | ABC 123               |
| No hi ha cap imatge amb llicència lliure d'aquesta placa. | Nunavut                  | Juliol 2012                   | Sense lema                                                                | 123 456               |
| Matrícula d'Ontario                                       | Ontario                  | 1997 i 2020                   | "YOURS TO DISCOVER" o "TANT À DÉCOUVRIR"                                  | ABCD-123              |
| Matrícula del Quebec                                      | Quebec                   | Setembre 2023                 | "Je me souviens"                                                          | ABC 12D               |
| Matrícula de Saskatchewan                                 | Saskatchewan             | Principis de 2009             | "Land of Living Skies"                                                    | 123 ABC               |
| Matrícula de Terranova i Labrador                         | Terranova i Labrador     | Gener 2024                    | "75" al centre i "1949 - 2024" a baix.                                    | ABC 123               |
| Matrícula dels Territoris del Nord-oest                   | Territoris del Nord-oest | 2010                          | "SPECTACULAR" a dalt.                                                     | 123456                |
| No hi ha cap imatge amb llicència lliure d'aquesta placa. | Yukon                    | 1990                          | "The Klondike" a dalt.                                                    | ABC12                 |

## Altres tipus

### Diplomàtiques

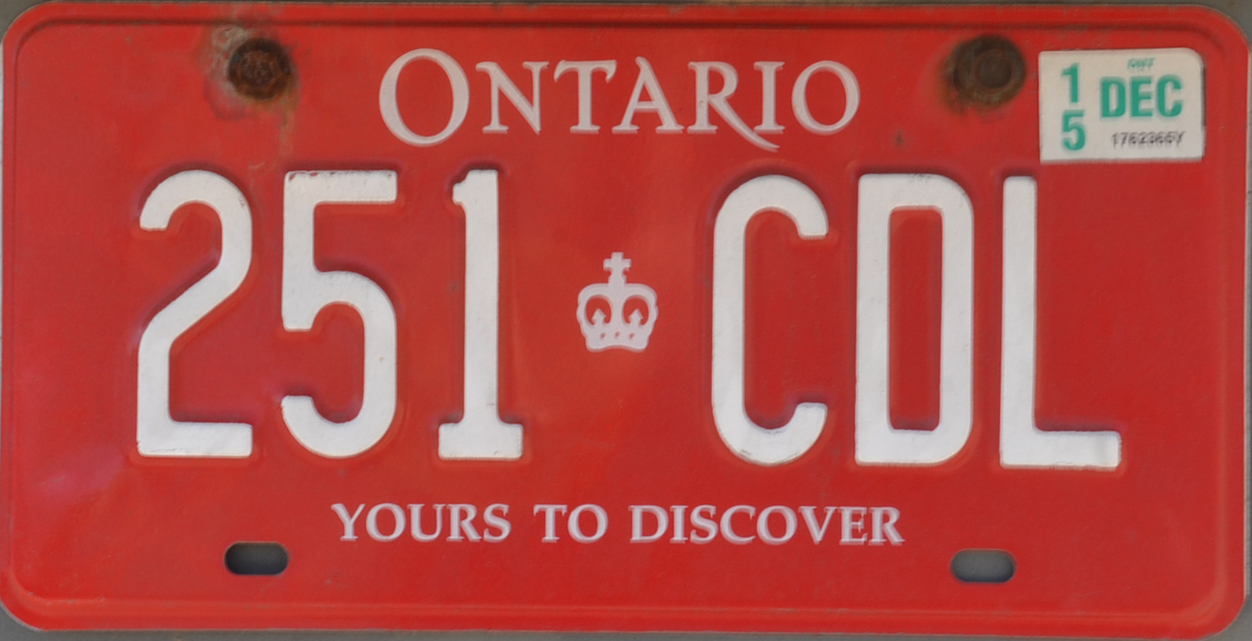
Matrícula diplomàrica d'Ontario de 1994.

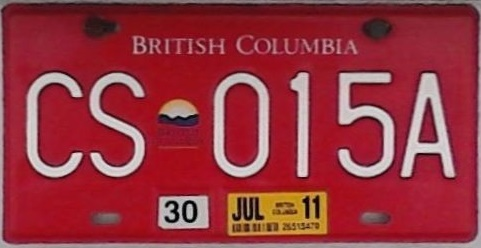
Matrícula diplomàtica de la Colúmbia Britànica de 198.

Les plaques diplomàtiques són expedides per la província o territori on es troba el consolat o l'ambaixada. Així, la majoria de plaques s'emeten a Ontario, on es troba la capital canadenca, Ottawa. Les plaques expedides a Ontario i la Colúmbia Britànica són de color vermell amb els caràcters en blanc, però cadascuna utilitza una combinació alfanumèrica diferent.
En canvi les plaques expedides a Saskatchewan mantenen l'esquema de colors de les plaques estàndard (caràcters verds sobre fons blanc) però el lema "Land of Living Skies" es substitueix per "Consular Corps". I al Quebec, que també segueixen l'esquema estandard, porten les lletres CC (per "Consular Corps") seguides de quatre xifres.

### Forces Armades

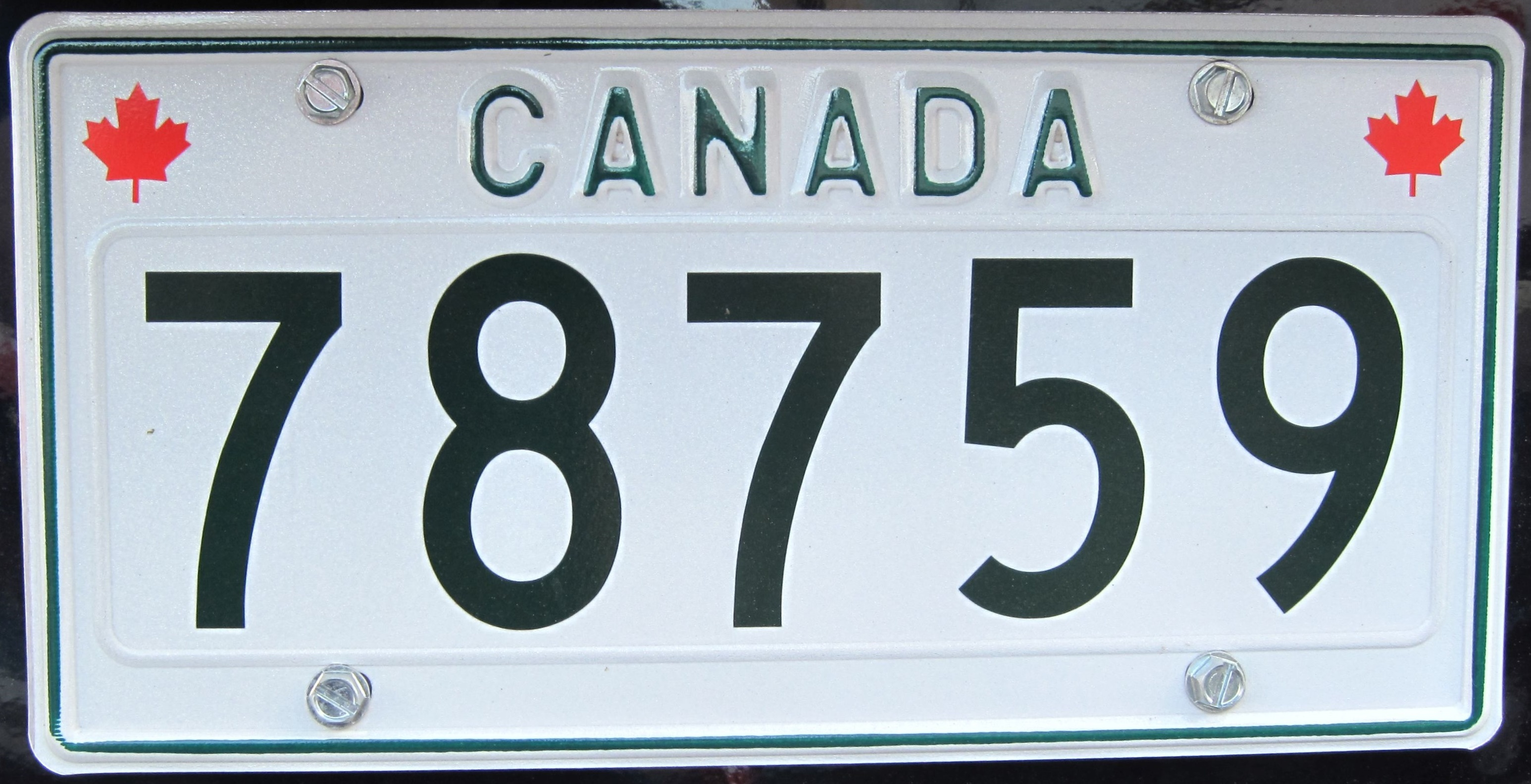
Matrícula d'un vehicle minilitar canadenc.

Els vehicles propietat de les Forces Armades canadenques i del Departament de Defensa Nacional estan especialment autoritzats per circular per totes les carreteres.
Aquests llueixen una matrícula blanca amb una vora verda i el text "CANADA" en verd centrat a la part superior i entre dues fulles d'auró vermelles. La combinació, en negra, està formada per les últimes cinc xifres procedents del "Canadian Forces Registration" (CFR). El CFR complert inclou un prefix de dues xifres (separades per un guió) que reflecteix els dos últims dígits de l'any de fabricació del vehicle. Aquestes plaques tampoc porten cap tipus d'etiqueta o adhesiu de validació, ja que no cal renovar-lo anualment.

### Monarquia
Quan algun membre de la monarquia del Canadà, com va passar el 2009 amb la visita de l'actual Carles III i la seva dona a la Colúmbia Britànica o, més recentment, el 2016 amb l'actual Príncep de Gal·les, s'utilitza una matrícula de color vermell que mostra una corona de sant Eduard daurada.

### Personalitzades i especials
A totes les províncies i territoris canadencs, els propietaris de vehicles de passatgers tenen l'opció d'obtenir una placa de matrícula personalitzada (anomenad "vanity" o "prestige plate") mitjançant un pagament addicional. Els motoristes també poden obtenir una matrícula personalitzada excepte a Terranova i Labrador. En general, no es permet que les plaques personalitzades tinguin missatges obscens, encara que els estàndards difereixen àmpliament entre les jurisdiccions emissores pel que fa a què constitueix un missatge inacceptable.
Respecte de les matrícules especials, els propietaris de vehicles també poden, previ un pagament addicional, triar una placa especial. Amb aquestes, l'agència d'expedició de la matrícula assigna una combinació estàndard, com passa amb les plaques normals, però el propietari pot triar pun disseny de placa diferent de la placa estàndard. Per exemple, un exalumne o estudiant d'una universitat pot comprar una placa amb el logotip d'aquesta, o des del 2002, la majoria de províncies i territoris han introduït matrícules especials per als veterans de les Forces Armades Canadenques o altres militars aliats. Habitualment aquestes matrícules inclouen la imatge d'una rosella vermella o la paraula "VETERAN".